# Cabo de Gata
Le cabo de Gata ou cap de Gate est un cap situé au sud de la péninsule Ibérique, sur la mer Méditerranée. Il se situe sur la commune de Níjar, dans la province d'Almería, Andalousie en Espagne. La région est une des plus sèches d'Espagne : en raison de la faible pluviométrie et de son climat semi-aride, cette région ressemble à un désert même si techniquement ce n'est pas le cas.

## Sources et bibliographie
- (es) Cet article est partiellement ou en totalité issu de l’article de Wikipédia en espagnol intitulé « Cabo de Gata » (voir la liste des auteurs).
- (es) Decreto 37/2008, de 15 de febrero, por el que se aprueba el Plan de Ordenación de los Recursos Naturales y el Plan Rector de Uso y Gestión del Parque Natural Cabo de Gata-Níjar y se precisan los límites del citado Parque Natural. (BOJA 59/2008, du 26 mars) [pdf lire en ligne]
- (es) Parque Natural Cabo de Gata-Níjar. Consejería de Medio Ambiente de la Junta de Andalucía. [lire en ligne]
- Antonio Gil Albarracín, Guía del Parque Natural Cabo de Gata-Níjar (Almería), Griselda Bonet Girabert, 2000,  (ISBN 84-88538-03-0).